# Aristyllis bicolor
Aristyllis bicolor är en insektsart som först beskrevs av Haupt 1926.  Aristyllis bicolor ingår i släktet Aristyllis och familjen vedstritar.
Artens utbredningsområde är Filippinerna. Inga underarter finns listade i Catalogue of Life.